# Deutsche Snooker-Meisterschaft 2017
Die deutsche Snooker-Meisterschaft 2017 war die 21. Austragung der nationalen Meisterschaft der Herren in der Billardvariante Snooker. Sie fand vom 8. bis 12. November 2017 im Rahmen der deutschen Billard-Meisterschaft in der Wandelhalle im hessischen Bad Wildungen statt.
Deutscher Meister wurde zum ersten Mal Richard Wienold von der TSG Heilbronn, der im Finale den Zweiten des Vorjahres, Roman Dietzel, mit 4:2 besiegte. Den dritten Platz belegten der Titelverteidiger Simon Lichtenberg und Felix Frede. Felix Frede erzielte im Gruppenspiel gegen Suphi Yalman mit 139 Punkten das höchste Break des Turniers. Es war das höchste Break, welches jemals bei einer deutschen Meisterschaft verzeichnet wurde.

## Vorrunde

### Gruppe A
| Platz | Spieler           | G | V | Frames |
| ----- | ----------------- | - | - | ------ |
| 1     | Simon Lichtenberg | 3 | 0 | 9:1    |
| 2     | Nicolas Fiß       | 2 | 1 | 7:3    |
| 3     | Jean-Luca Nüßgen  | 1 | 2 | 3:7    |
| 4     | Rene Rudolph      | 0 | 3 | 1:9    |

|                   | Ergebnis |                   |
| ----------------- | -------- | ----------------- |
| Rene Rudolph      | 1:3      | Jean-Luca Nüßgen  |
| Simon Lichtenberg | 3:1      | Nicolas Fiß       |
| Rene Rudolph      | 0:3      | Nicolas Fiß       |
| Simon Lichtenberg | 3:0      | Jean-Luca Nüßgen  |
| Rene Rudolph      | 0:3      | Simon Lichtenberg |
| Nicolas Fiß       | 3:0      | Jean-Luca Nüßgen  |

### Gruppe B
| Platz | Spieler        | G | V | Frames |
| ----- | -------------- | - | - | ------ |
| 1     | Roman Dietzel  | 3 | 0 | 9:0    |
| 2     | Philipp Rietze | 2 | 1 | 6:7    |
| 3     | Fabian Tost    | 1 | 2 | 5:7    |
| 4     | Stefan Hardt   | 0 | 3 | 3:9    |

|               | Ergebnis |                |
| ------------- | -------- | -------------- |
| Roman Dietzel | 3:0      | Philipp Rietze |
| Fabian Tost   | 3:1      | Stefan Hardt   |
| Roman Dietzel | 3:0      | Stefan Hardt   |
| Fabian Tost   | 2:3      | Philipp Rietze |
| Roman Dietzel | 3:0      | Fabian Tost    |
| Stefan Hardt  | 2:3      | Philipp Rietze |

### Gruppe C
| Platz | Spieler          | G | V | Frames |
| ----- | ---------------- | - | - | ------ |
| 1     | Jan Eisenstein   | 2 | 1 | 8:4    |
| 2     | Daniel Schneider | 2 | 1 | 8:7    |
| 3     | Jan Joachim      | 1 | 2 | 6:7    |
| 4     | Marco Weber      | 1 | 2 | 4:8    |

|                  | Ergebnis |                  |
| ---------------- | -------- | ---------------- |
| Jan Eisenstein   | 3:0      | Marco Weber      |
| Daniel Schneider | 3:2      | Jan Joachim      |
| Jan Eisenstein   | 3:1      | Jan Joachim      |
| Daniel Schneider | 2:3      | Marco Weber      |
| Jan Eisenstein   | 2:3      | Daniel Schneider |
| Jan Joachim      | 3:1      | Marco Weber      |

### Gruppe D
| Platz | Spieler          | G | V | Frames |
| ----- | ---------------- | - | - | ------ |
| 1     | Richard Wienold  | 3 | 0 | 9:1    |
| 2     | Robin Otto       | 2 | 1 | 7:4    |
| 3     | Sebastian Kuhl   | 1 | 2 | 4:6    |
| 4     | Kevin Kollmorgen | 0 | 3 | 0:9    |

|                 | Ergebnis |                  |
| --------------- | -------- | ---------------- |
| Richard Wienold | 3:0      | Kevin Kollmorgen |
| Robin Otto      | 3:1      | Sebastian Kuhl   |
| Richard Wienold | 3:0      | Sebastian Kuhl   |
| Robin Otto      | 3:0      | Kevin Kollmorgen |
| Richard Wienold | 3:1      | Robin Otto       |
| Sebastian Kuhl  | 3:0      | Kevin Kollmorgen |

### Gruppe E
| Platz | Spieler         | G | V | Frames |
| ----- | --------------- | - | - | ------ |
| 1     | Felix Frede     | 3 | 0 | 9:1    |
| 2     | Daniel Dück     | 2 | 1 | 7:7    |
| 3     | Suphi Yalman    | 1 | 2 | 5:7    |
| 4     | Julian Matthias | 0 | 3 | 3:9    |

|                 | Ergebnis |                 |
| --------------- | -------- | --------------- |
| Daniel Dück     | 3:2      | Suphi Yalman    |
| Felix Frede     | 3:0      | Julian Matthias |
| Daniel Dück     | 3:2      | Julian Matthias |
| Felix Frede     | 3:0      | Suphi Yalman    |
| Daniel Dück     | 1:3      | Felix Frede     |
| Julian Matthias | 1:3      | Suphi Yalman    |

### Gruppe F
| Platz | Spieler          | G | V | Frames |
| ----- | ---------------- | - | - | ------ |
| 1     | Fitim Haradinaj  | 3 | 0 | 9:3    |
| 2     | Umut Dikme       | 2 | 1 | 7:5    |
| 3     | Michael Schnabel | 1 | 2 | 6:6    |
| 4     | Fabian Weber     | 0 | 3 | 1:9    |

|                  | Ergebnis |                 |
| ---------------- | -------- | --------------- |
| Michael Schnabel | 1:3      | Fitim Haradinaj |
| Umut Dikme       | 3:0      | Fabian Weber    |
| Michael Schnabel | 3:0      | Fabian Weber    |
| Umut Dikme       | 1:3      | Fitim Haradinaj |
| Michael Schnabel | 2:3      | Umut Dikme      |
| Fabian Weber     | 1:3      | Fitim Haradinaj |

### Gruppe G
| Platz | Spieler                | G | V | Frames |
| ----- | ---------------------- | - | - | ------ |
| 1     | Daniel Sciborski       | 3 | 0 | 9:3    |
| 2     | Jörn Hannes-Hühn       | 2 | 1 | 8:4    |
| 3     | Kilian Baur-Pantoulier | 1 | 2 | 4:7    |
| 4     | Erik Fiebranz          | 0 | 3 | 2:9    |

|                  | Ergebnis |                        |
| ---------------- | -------- | ---------------------- |
| Daniel Sciborski | 3:1      | Kilian Baur-Pantoulier |
| Erik Fiebranz    | 1:3      | Jörn Hannes-Hühn       |
| Daniel Sciborski | 3:2      | Jörn Hannes-Hühn       |
| Erik Fiebranz    | 1:3      | Kilian Baur-Pantoulier |
| Daniel Sciborski | 3:0      | Erik Fiebranz          |
| Jörn Hannes-Hühn | 3:0      | Kilian Baur-Pantoulier |

### Gruppe H
| Platz | Spieler              | G | V | Frames |
| ----- | -------------------- | - | - | ------ |
| 1     | Sascha Breuer        | 3 | 0 | 9:4    |
| 2     | Florian Stiefenhofer | 2 | 1 | 7:6    |
| 3     | Tobias Friedrichs    | 1 | 2 | 6:8    |
| 4     | Florian Werres       | 0 | 3 | 5:9    |

|                   | Ergebnis |                      |
| ----------------- | -------- | -------------------- |
| Tobias Friedrichs | 2:3      | Florian Stiefenhofer |
| Sascha Breuer     | 3:2      | Florian Werres       |
| Tobias Friedrichs | 3:2      | Florian Werres       |
| Sascha Breuer     | 3:1      | Florian Stiefenhofer |
| Tobias Friedrichs | 1:3      | Sascha Breuer        |
| Florian Werres    | 1:3      | Florian Stiefenhofer |

## Finalrunde
|  | Achtelfinale         | Achtelfinale |                      |                 | Viertelfinale    | Viertelfinale |  |  | Halbfinale | Halbfinale |  |  | Finale | Finale |
|  |                      |              |                      |                 |                  |               |  |  |            |            |  |  |        |        |
|  |                      |              |                      |                 |                  |               |  |  |            |            |  |  |        |        |
|  | Roman Dietzel        | 3            |                      |                 |                  |               |  |  |            |            |  |  |        |        |
|  | Nicolas Fiß          | 1            |                      |                 |                  |               |  |  |            |            |  |  |        |        |
|  | Nicolas Fiß          | 1            | Roman Dietzel        | 3               |                  |               |  |  |            |            |  |  |        |        |
|  |                      |              | Roman Dietzel        | 3               |                  |               |  |  |            |            |  |  |        |        |
|  |                      |              |                      |                 | Robin Otto       | 0             |  |  |            |            |  |  |        |        |
|  | Robin Otto           | 3            |                      |                 | Robin Otto       | 0             |  |  |            |            |  |  |        |        |
|  | Robin Otto           | 3            |                      |                 |                  |               |  |  |            |            |  |  |        |        |
|  | Jan Eisenstein       | 1            |                      |                 |                  |               |  |  |            |            |  |  |        |        |
|  | Jan Eisenstein       | 1            | Roman Dietzel        | 3               |                  |               |  |  |            |            |  |  |        |        |
|  |                      |              | Roman Dietzel        | 3               |                  |               |  |  |            |            |  |  |        |        |
|  |                      |              |                      | Felix Frede     | 2                |               |  |  |            |            |  |  |        |        |
|  | Fitim Haradinaj      | 0            |                      | Felix Frede     | 2                |               |  |  |            |            |  |  |        |        |
|  | Fitim Haradinaj      | 0            |                      |                 |                  |               |  |  |            |            |  |  |        |        |
|  | Florian Stiefenhofer | 3            |                      |                 |                  |               |  |  |            |            |  |  |        |        |
|  | Florian Stiefenhofer | 3            | Florian Stiefenhofer | 0               |                  |               |  |  |            |            |  |  |        |        |
|  |                      |              | Florian Stiefenhofer | 0               |                  |               |  |  |            |            |  |  |        |        |
|  |                      |              |                      |                 | Felix Frede      | 3             |  |  |            |            |  |  |        |        |
|  | Jörn Hannes-Hühn     | 0            |                      |                 | Felix Frede      | 3             |  |  |            |            |  |  |        |        |
|  | Jörn Hannes-Hühn     | 0            |                      |                 |                  |               |  |  |            |            |  |  |        |        |
|  | Felix Frede          | 3            |                      |                 |                  |               |  |  |            |            |  |  |        |        |
|  | Felix Frede          | 3            | Roman Dietzel        | 2               |                  |               |  |  |            |            |  |  |        |        |
|  |                      |              | Roman Dietzel        | 2               |                  |               |  |  |            |            |  |  |        |        |
|  |                      |              |                      | Richard Wienold | 4                |               |  |  |            |            |  |  |        |        |
|  | Simon Lichtenberg    | 3            |                      | Richard Wienold | 4                |               |  |  |            |            |  |  |        |        |
|  | Simon Lichtenberg    | 3            |                      |                 |                  |               |  |  |            |            |  |  |        |        |
|  | Umut Dikme           | 0            |                      |                 |                  |               |  |  |            |            |  |  |        |        |
|  | Umut Dikme           | 0            | Simon Lichtenberg    | 3               |                  |               |  |  |            |            |  |  |        |        |
|  |                      |              | Simon Lichtenberg    | 3               |                  |               |  |  |            |            |  |  |        |        |
|  |                      |              |                      |                 | Daniel Sciborski | 1             |  |  |            |            |  |  |        |        |
|  | Philipp Rietze       | 0            |                      |                 | Daniel Sciborski | 1             |  |  |            |            |  |  |        |        |
|  | Philipp Rietze       | 0            |                      |                 |                  |               |  |  |            |            |  |  |        |        |
|  | Daniel Sciborski     | 3            |                      |                 |                  |               |  |  |            |            |  |  |        |        |
|  | Daniel Sciborski     | 3            | Simon Lichtenberg    | 1               |                  |               |  |  |            |            |  |  |        |        |
|  |                      |              | Simon Lichtenberg    | 1               |                  |               |  |  |            |            |  |  |        |        |
|  |                      |              |                      | Richard Wienold | 3                |               |  |  |            |            |  |  |        |        |
|  | Sascha Breuer        | 3            |                      | Richard Wienold | 3                |               |  |  |            |            |  |  |        |        |
|  | Sascha Breuer        | 3            |                      |                 |                  |               |  |  |            |            |  |  |        |        |
|  | Daniel Schneider     | 1            |                      |                 |                  |               |  |  |            |            |  |  |        |        |
|  | Daniel Schneider     | 1            | Sascha Breuer        | 2               |                  |               |  |  |            |            |  |  |        |        |
|  |                      |              | Sascha Breuer        | 2               |                  |               |  |  |            |            |  |  |        |        |
|  |                      |              |                      |                 | Richard Wienold  | 3             |  |  |            |            |  |  |        |        |
|  | Daniel Dück          | 0            |                      |                 | Richard Wienold  | 3             |  |  |            |            |  |  |        |        |
|  | Daniel Dück          | 0            |                      |                 |                  |               |  |  |            |            |  |  |        |        |
|  | Richard Wienold      | 3            |                      |                 |                  |               |  |  |            |            |  |  |        |        |

## Finale
| Finale: Best of 7 Frames Wandelhalle, Bad Wildungen, Deutschland, 12. November 2017 |                |                 |
| Roman Dietzel                                                                       | 2:4            | Richard Wienold |
| 47:67, 68:18, 44:73, 34:77, 71:5 (71), 1:65                                         |                |                 |
| 71                                                                                  | Höchstes Break | 40              |
| –                                                                                   | Century-Breaks | –               |
| 1                                                                                   | 50+-Breaks     | –               |

## Century-Breaks
| Felix Frede       | 139 |
| Simon Lichtenberg | 120 |